# Marathon aux Jeux olympiques d'été de 1980
Navigation
Montréal 1976 Los Angeles 1984
L'épreuve du marathon aux Jeux olympiques de 1980 s'est déroulée le 1er août 1980 dans les rues de Moscou, en URSS, avec une arrivée située au Stade Loujniki. Elle est remportée par l'Est-allemand Waldemar Cierpinski dans le temps de 2 h 11 min 3 s.

## Résultats

### Finale
| Rang               | Athlète                 | Pays                          | Temps           |
| ------------------ | ----------------------- | ----------------------------- | --------------- |
| Médaille d'or      | Waldemar Cierpinski     | Allemagne de l'Est            | 2 h 11 min 03 s |
| Médaille d'argent  | Gerard Nijboer          | Pays-Bas                      | 2 h 11 min 20 s |
| Médaille de bronze | Satymkul Jumanazarov    | Union soviétique              | 2 h 11 min 35 s |
| 4                  | Vladimir Kotov          | Union soviétique              | 2 h 12 min 05 s |
| 5                  | Leonid Moseyev          | Union soviétique              | 2 h 12 min 14 s |
| 6                  | Rodolfo Gómez           | Mexique                       | 2 h 12 min 39 s |
| 7                  | Dereje Nedi             | Éthiopie                      | 2 h 12 min 44 s |
| 8                  | Massimo Magnani         | Italie                        | 2 h 13 min 12 s |
| 9                  | Karel Lismont           | Belgique                      | 2 h 13 min 27 s |
| 10                 | Robert de Castella      | Australie                     | 2 h 14 min 31 s |
| 11                 | Joachim Truppel         | Allemagne de l'Est            | 2 h 14 min 55 s |
| 12                 | Ferenc Szekeres         | Hongrie                       | 2 h 15 min 18 s |
| 13                 | Mark Smet               | Belgique                      | 2 h 16 min 00 s |
| 14                 | Emmanuel Ndiemandoi     | Tanzanie                      | 2 h 16 min 47 s |
| 15                 | Gidamis Shahanga        | Tanzanie                      | 2 h 16 min 47 s |
| 16                 | Anacleto Pinto          | Portugal                      | 2 h 17 min 04 s |
| 17                 | Domingo Tibaduiza       | Colombie                      | 2 h 17 min 06 s |
| 18                 | Rik Schoofs             | Belgique                      | 2 h 17 min 28 s |
| 19                 | Kjell-Erik Ståhl        | Suède                         | 2 h 17 min 44 s |
| 20                 | Michael Koussis         | Grèce                         | 2 h 18 min 02 s |
| 21                 | Jürgen Eberding         | Allemagne de l'Est            | 2 h 18 min 04 s |
| 22                 | Eleuterio Antón         | Espagne                       | 2 h 18 min 16 s |
| 23                 | Leodigard Martin        | Tanzanie                      | 2 h 18 min 21 s |
| 24                 | Moges Alemayehu         | Éthiopie                      | 2 h 18 min 40 s |
| 25                 | Jules Randrianari       | Madagascar                    | 2 h 19 min 23 s |
| 26                 | Zbigniew Pierzynka      | Pologne                       | 2 h 20 min 03 s |
| 27                 | Koh Chun-Son            | Corée du Nord                 | 2 h 20 min 08 s |
| 28                 | Christopher Wardlaw     | Australie                     | 2 h 20 min 42 s |
| 29                 | Li Jong-Hyong           | Corée du Nord                 | 2 h 21 min 10 s |
| 30                 | Tommy Persson           | Suède                         | 2 h 21 min 11 s |
| 31                 | Hari Chand              | Inde                          | 2 h 22 min 08 s |
| 32                 | Håkan Spik              | Finlande                      | 2 h 22 min 24 s |
| 33                 | Choe Chang-Sop          | Corée du Nord                 | 2 h 22 min 42 s |
| 34                 | Luis Barbosa            | Colombie                      | 2 h 22 min 58 s |
| 35                 | Marco Marchei           | Italie                        | 2 h 23 min 21 s |
| 36                 | Vincent Rakabaele       | Lesotho                       | 2 h 23 min 29 s |
| 37                 | Baikuntha Manandhar     | Népal                         | 2 h 23 min 51 s |
| 38                 | Dick Hooper             | Irlande                       | 2 h 23 min 53 s |
| 39                 | Josef Steiner           | Autriche                      | 2 h 24 min 24 s |
| 40                 | Josef Peter             | Suisse                        | 2 h 24 min 53 s |
| 41                 | Cor Vriend              | Pays-Bas                      | 2 h 26 min 41 s |
| 42                 | Pat Hooper              | Irlande                       | 2 h 30 min 28 s |
| 43                 | Buumba Halwand          | Zambie                        | 2 h 36 min 51 s |
| 44                 | Esa Shetewi             | Libye                         | 2 h 38 min 01 s |
| 45                 | Mukundahari Shrestha    | Népal                         | 2 h 38 min 52 s |
| 46                 | Baba Ibrahim Suma-Keita | Sierra Leone                  | 2 h 41 min 20 s |
| 47                 | Soe Khin                | Birmanie                      | 2 h 41 min 41 s |
| 48                 | Damiano Musonda         | Zambie                        | 2 h 42 min 11 s |
| 49                 | Enemri El-Marghani      | Libye                         | 2 h 42 min 27 s |
| 50                 | Quyen Nguyen            | Viêt Nam                      | 2 h 44 min 37 s |
| 51                 | Tapfumaneyi Jonga       | Zimbabwe                      | 2 h 47 min 17 s |
| 52                 | Emmanuel Mpioh          | République populaire du Congo | 2 h 48 min 17 s |
| 53                 | Abel Nkhoma             | Zimbabwe                      | 2 h 53 min 35 s |
| —                  | Shivnath Singh          | Inde                          | DNF             |
| —                  | Ryszard Marczak         | Pologne                       | DNF             |
| —                  | Andrzej Sajkowski       | Pologne                       | DNF             |
| —                  | Vlastimil Zwiefelhofer  | Tchécoslovaquie               | DNF             |
| —                  | Radamés González        | Cuba                          | DNF             |
| —                  | David Black             | Royaume-Uni                   | DNF             |
| —                  | Bernard Ford            | Royaume-Uni                   | DNF             |
| —                  | Lasse Virén             | Finlande                      | DNF             |
| —                  | Jean-Michel Charbonnel  | France                        | DNF             |
| —                  | Albert Marie            | Seychelles                    | DNF             |
| —                  | Abdelmadjid Mada        | Algérie                       | DNF             |
| —                  | Gerard Barrett          | Australie                     | DNF             |
| —                  | Göran Högberg           | Suède                         | DNF             |
| —                  | Josef Jánský            | Tchécoslovaquie               | DNF             |
| —                  | Nabil Chouéry           | Liban                         | DNF             |
| —                  | Ian Thompson            | Royaume-Uni                   | DNF             |
| —                  | Jouni Kortelainen       | Finlande                      | DNF             |
| —                  | Patrick Chiwala         | Zambie                        | DNF             |
| —                  | Kebede Balcha           | Éthiopie                      | DNF             |
| —                  | Jorn Lauenborg          | Danemark                      | DNF             |
| —                  | Kenneth Hlasa           | Lesotho                       | DNF             |
| —                  | Laswell Ngoma           | Zimbabwe                      | DNS             |
| —                  | John Treacy             | Irlande                       | DNS             |

## Légende
Records et Performances
- AR : Record continental (area record)
- CR : Record des championnats (championship record)
- MR : Record du meeting (meet record)
- NR : Record national (national record)
- OR : Record olympique (olympic record)
- PR : Record paralympique (paralympic record)
- PB : Record personnel (personal best)
- SB : Meilleure performance personnelle de la saison (season's best)
- WL : Meilleure performance mondiale de l'année (world leader)
- WJR : Record du monde junior (world junior record)
- WR : Record du monde (world record)

Circonstances et Conditions
- DNF : N'a pas terminé (did not finish)
- DNS : N'a pas pris le départ (did not start)
- DQ : Disqualification (disqualification)
- NM : Aucun essai valable enregistré (No Mark)
- Q : Qualifié « directement » au prochain tour (ou à la prochaine compétition), lors d'une compétition majeure, grâce au classement ou à la réalisation des minima (automatic qualifier)
- q : Qualifié au prochain tour (ou à la prochaine compétition), lors d'une compétition majeure, grâce au repêchage ou à la réalisation de l'une des meilleures performances parmi celles des « non qualifiés directement » (grâce au meilleur temps ou à la meilleure distance par exemple) (secondary qualifier)